# The Boys of Bummer
The Boys of Bummer, llamado Chicos de asco en España y El gran perdedor en Hispanoamérica, es el decimoctavo episodio de la decimoctava temporada de la serie de televisión de dibujos animados Los Simpson. Fue estrenado en los Estados Unidos el 29 de abril del 2007, el 16 de septiembre del 2007 en Hispanoamérica y en España el 17 de agosto de 2008. El episodio fue escrito por Michael Prince y dirigido por Rob Oliver. En este episodio, Bart se gana el odio de Springfield tras perder estúpidamente el campeonato de béisbol infantil, mientras que Homer se convierte en vendedor de colchones.

## Sinopsis
El episodio comienza con la familia Simpson asistiendo a un partido de béisbol. Allí, Bart consigue atrapar una pelota, llevando a los Isotopos de Springfield a las finales del campeonato. El día siguiente, Marge está comprando en una tienda del centro comercial junto a Homer, quien está cansado y, al no poder encontrar un lugar donde sentarse, yace en un colchón que estaba en la tienda y se duerme. Sin embargo, cuando se despierta, todo el mundo lo estaba mirando, por lo que Homer se levanta rápidamente, dice una excusa para salvarse, y el texano escucha la misma y exclama que ama ese colchón y que está dispuesto a comprar cinco de ellos. Acto seguido, Homer es contratado como vendedor de colchones.
En las finales del campeonato de béisbol, Springfield se enfrenta a Shelbyville. Desarrollándose la última entrada, Springfield está ganando 5-2, con 2 outs, pero Shelbyville tiene las bases llenas. Su bateador impacta la pelota que puede decidir el partido, que se dirige hacia la posición en la que se encontraba Bart. Finalmente, el chico no logra atraparla y falla repetidas veces en el intento de levantarla del suelo, permitiendo así cuatro carreras de Shellbyville, que le permite a este equipo alzarse con la victoria. Todo el público presente en el estadio se vuelve contra Bart y le arrojan cerveza. Bart es totalmente humillado y ahora es la vergüenza del pueblo.
En su nuevo trabajo, Homer asiste satisfactoriamente a Apu. Luego la familia Lovejoy se acercan a él para comentarle un problema sexual que tenían. Homer les vende un nuevo colchón matrimonial. Los Lovejoy lo compran pero, al día siguiente, lo devuelven a la casa de los Simpson debido a que su problema no fue resuelto con él. Cuando Homer les estaba haciendo un cheque de reembolso, los Lovejoy observan el colchón del matrimonio Simpson y le ofrecen a Homer cambiar su nuevo colchón por éste, cambio que finalmente acepta Homer. Esa misma noche Homer y Marge intentan sin éxito tener relaciones sexuales. Homer admite que ha intercambiado su antiguo colchón con el del matrimonio Lovejoy.
Mientras tanto, la humillación por parte del pueblo de Springfield hacia Bart continúa. Los habitantes le siguen echando la culpa al niño por aquel error que le costó al equipo de la ciudad el juego de campeonato, y para más inri, contra el equipo de su odiada ciudad rival. Lisa, quien se compadece por Bart, trata de animarlo llevándolo a ver a una vieja gloria del béisbol (Joe La Boot), quien también falló en atrapar una bola importante en su juventud y, sin embargo, luego se convirtió en una persona rica y famosa. Lamentablemente, Bart se siente incluso peor ya que cuando el jugador se entera de quién es el niño, comienza a abuchearlo. Bart se puso a llorar por eso. A la mañana siguiente, Springfield amanece con pintadas con la inscripción "Yo odio a Bart Simpson" por todas partes. Estas pintadas son hechas por el propio Bart Simpson, quien se ha trastornado completamente. Cuando Bart está realizando una pintada sobre una torre de agua, se cae y queda herido, debiendo a ello tiene que ser llevado al hospital.
El chico sobrevive y es tratado por el Dr. Hibbert. Marge mira hacia afuera y se da cuenta de que hay una turba iracunda cantando "Bart da asco". Marge logra convencer a la gente de realizar un segundo partido para que Bart pueda hacer la atrapada y así poder levantarle la moral. Después de varias horas de juego, Bart puede completar la atrapada, produciéndose así la "victoria" de Springfield sobre Shellbyville.
Homer y Marge se escabullen en la casa de los Lovejoy con el objetivo de recuperar su viejo colchón, el cual había sido cambiado por otro por Homer. En ese momento, los Lovejoy aparecen y corren rápidamente hacia el colchón en cuestión. El reverendo resuelve el problema con la siguiente solución: corta el colchón a la mitad, dejando así satisfechos a los dos matrimonios.

## Estreno
Originalmente, este episodio iba a salir al aire en los Estados Unidos el 6 de mayo de 2007. Sin embargo, el 16 de abril del 2007, ocurrió la masacre de Virginia Tech a menos de dos semanas del estreno del episodio Stop, or My Dog Will Shoot!, que presentaba situaciones de violencia con armas en algunas escenas. Fox retrasó la salida de este episodio en una muestra de respeto hacia las víctimas de Virgina Tech.